# Maksymilian Minkowski

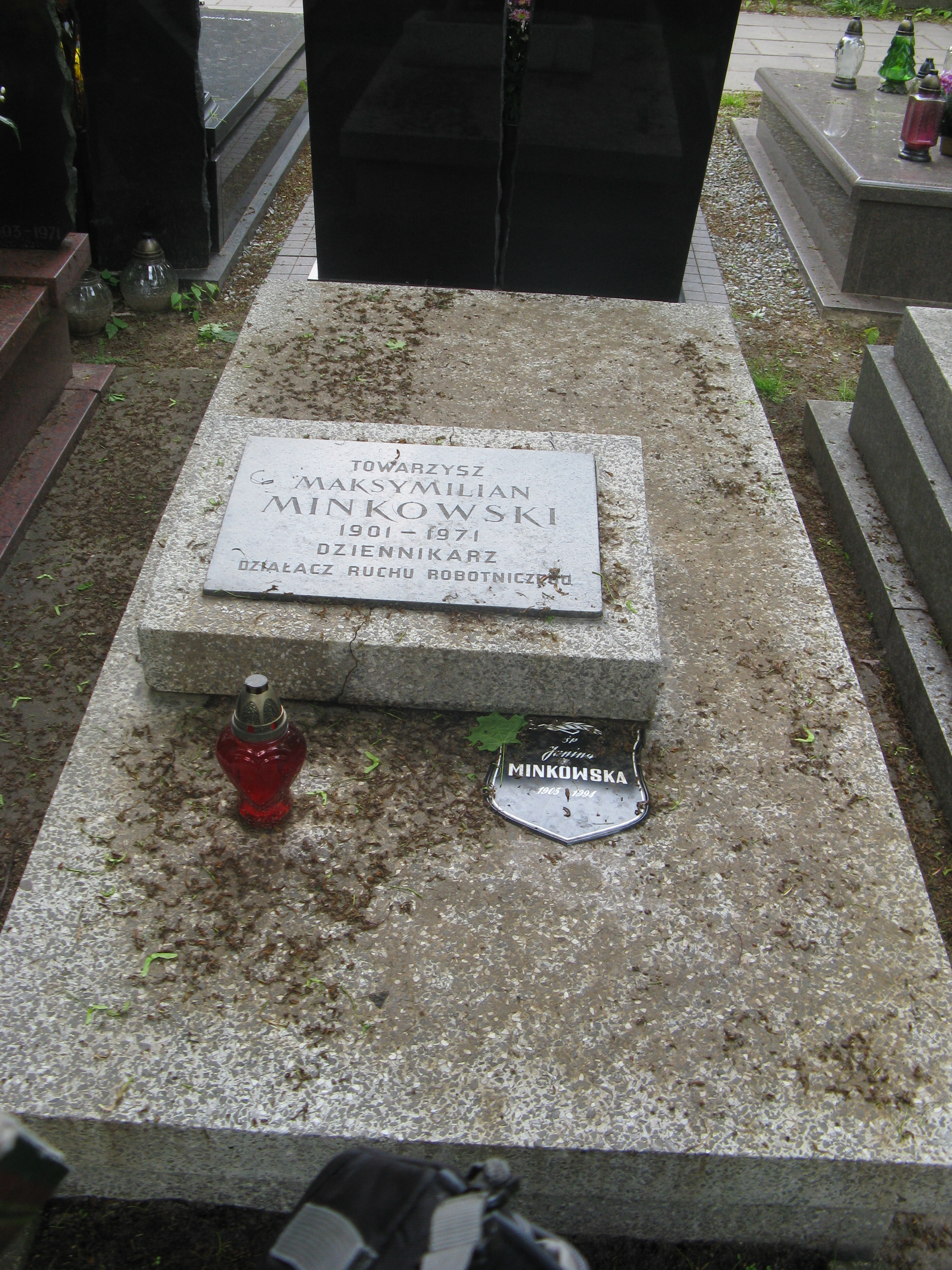
Grób Maksymiliana Minkowskiego na Cmentarzu Wojskowym na Powązkach

Maksymilian Minkowski (ur. 31 stycznia 1901 w Sosnowcu, zm. 3 listopada 1971 w Warszawie) – działacz komunistyczny, dziennikarz, sekretarz Komunistycznej Frakcji Poselskiej (KFP) w Sejmie RP.

## Życiorys
Syn Fabiana i Rozalii z Dawidsonów. Absolwent szkoły Zgromadzenia Kupców w Będzinie, 1920–1926 studiował na wydziałach filozoficznym i matematycznym UW i wydziale mierniczym Politechniki Warszawskiej. Jesienią 1923 zaczął pracować w sekretariacie komunizującego Uniwersytetu Ludowego w Warszawie, a w maju 1924 wstąpił do KPP. Został sekretarzem technicznym Stefana Królikowskiego i Stanisława Łańcuckiego, posłów komunistycznych w Sejmie RP. 1924–1927 był bliskim współpracownikiem kolejnych sekretarzy KFP – Jerzego Sochackiego i Czesławy Grosserowej, dla których redagował interpelacje i wnioski zgłaszane przez komunistycznych posłów i pisywał komunikaty prasowe o działalności frakcji. Podczas pobytu w Wolnym Mieście Gdańsku w ramach kampanii wyborczej do Sejmu napisał na polecenie KC KPP broszurę wyborczą „Jak posłowie komunistyczni o ziemię dla chłopów bez wykupu walczyli”. W latach 1929–1930 współpracował z sekretarzem frakcji Kazimierzem Cichowskim, przygotowywał materiały do sejmowych wystąpień komunistycznych posłów. Działał również w MOPR. W 1930 na polecenie KC KPP redagował wraz z Józefem Kowalczykiem, Zygmuntem Oskierko (Jakubem Erlichem) i Władysławem Broniewskim krakowski „Przegląd Społeczny”. 1930–1935 był sekretarzem KFP w Sejmie III kadencji. Napisał m.in. przemówienia wygłoszone 3 listopada 1932 i 20 lutego 1933 przez Wacława Rożka podczas debaty budżetowej i debaty nad ustawą o szkołach akademickich. W styczniu 1934 osiadł w Moskwie. Wkrótce został aresztowany i uwięziony, a w 1936 osadzony (do 1946) w łagrze w Workucie. Po powrocie do kraju został kierownikiem „działu radzieckiego” w „Głosie Ludu” (centralnym organie KC PPR, a 1947-1948 był kierownikiem działu społeczno-politycznego w Robotniczej Agenci Prasowej. W latach 1948-1949 był zastępcą redaktora naczelnego „Dziennika Polskiego”, a IV 1949 - III 1952 zastępcą redaktora naczelnego „Gazety Krakowskiej”; jednocześnie był prezesem miejscowego oddziału Związku Zawodowego Dziennikarzy. IV-X 1952 wicedyrektor Biura Prasy i Informacji Prezydium Rządu i jednocześnie wicedyrektor Gabinetu Szefa Urzędu Rady Ministrów w Warszawie. Następnie do 1956 pracował w Ministerstwie Spraw Zagranicznych (MSZ), m.in. redagował miesięcznik polskiej ambasady w Pradze, a od 1 listopada 1953 był attaché prasowym polskiej ambasady w Pradze pt. „Nove Polsko” Po powrocie do kraju został zastępcą redaktora naczelnego „Trybuny Wolności”, następnie tygodnika „Świat i Polska” i miesięcznika „Polsza”, a X 1959 - XI 1968 był redaktorem naczelnym miesięcznika Ogólnopolskiego Komitetu Pokoju (OKP) (którego Prezydium był członkiem) pt. „Widnokręgi”. Następnie współpracował w Wydziale Historii Partii/Zakładem Historii Partii. Był odznaczony m.in. Orderem Sztandaru Pracy II klasy i Krzyżem Komandorskim Orderu Odrodzenia Polski. Jego żoną była Janina Ignasiak, była posłanka komunistyczna Sejmu III kadencji; miał z nią syna Józefa.
Został pochowany na Komunalnych Powązkach (kwatera C31-3-17).

## Wybrane publikacje
- (przekład) M. Bieriezow, Michał Frunze, tł. z ros. M. Minkowski, Warszawa: Wydawnictwo „Prasa Wojskowa” 1950.
- Pod rządami bezprawia i terroru: konstytucje, sejmy i wybory w Polsce przedwrześniowej. Materiały i dokumenty, oprac. J. Litwin, F. Kalicka, M. Minkowski, Warszawa: „Książka i Wiedza” 1952.
- W 42 rocznicę wielkiej socjalistycznej rewolucji październikowej, Warszawa: Instytut Polsko-Radziecki 1959.